# İlke Üner
İlke Üner (* 4. November 1983 in Berlin) ist eine Berliner Violinistin und Schauspielerin.
Üner besuchte das Hermann-Ehlers-Gymnasium in Berlin-Steglitz. Sie erhielt eine musikalische Ausbildung beim Komponisten Tahsin İncirci und war von 1997 bis 1999 Mitglied im Berliner Ensemble für klassische türkische Musik.
Als Filmschauspielerin wurde Üner 2003 als 19-Jährige in der Rolle der Sprayerin Danger in Neco Çeliks Urban Guerillas (türk. Şehir Gerillaları) bekannt. Ihr Filmdebüt hatte sie im Kurzfilm Hexenkessel desselben Regisseurs. Im Jahr 2007 arbeitete sie als Regieassistentin und Musikerin bei einem szenischen Liederabend am Theater mit. Von 2009 bis 2010 stand sie in dem Musical-Theaterstück Gazino Arabesk, welches am Ballhaus Naunynstraße produziert und mehrmals gespielt wurde, in der Rolle des Ibo auf der Bühne.
İlke Üner ist die Schwester der Schauspielerin İdil Üner.